# Fermín Goñi
Fermín Goñi Bidaurreta (Pamplona, Navarra, 1953) es un periodista, politólogo y escritor español.

## Biografía
Estudió periodismo en la Universidad de Navarra y Ciencias Políticas, en la Complutense de Madrid; además, es diplomado en Contabilidad Financiera por ESIC-Universidad de Deusto.
Ha trabajado en periódicos como Deia (corresponsal jefe en Madrid), y en EL PAÍS (corresponsal, redactor de Nacional, redactor jefe de Edición y Documentación, editor gráfico y director de Fotografía). Fue también corresponsal en España de Radio France International, director del diario bilbaíno Tribuna Vasca, director general del Ente Público Radio Televisión de Navarra, fundador y consejero delegado (CEO) del grupo Diario de Noticias; es consultor en medios de comunicación de Europa y América Latina.
Se inició en la ficción en 1973, con Los escandalosos amores de mis amigos. Como escritor es conocido especialmente por sus novelas históricas entre las que destacan El hombre de la Leica —que describe minuciosamente los preparativos del golpe de Estado del general Emilio Mola, que dio origen a la guerra civil española (1936-1939)—, Los sueños de un libertador —sobre la vida de Francisco de Miranda, precursor de la emancipación americana— ,Todo llevará su nombre, que narra las dos últimas semanas en la vida de Simón Bolívar desde la quinta de San Pedro Alejandrino, en Santa Marta (Colombia) o Un día de guerra en Ayacucho, la última batalla entre patriotas y realistas en 1824, que puso fin a la presencia de España en América del Sur. Goñi es el único escritor que ha dedicado tres novelas (una trilogía) al proceso de independencia de América del Sur. Ha participado en el documental "Croatto, la huella de un emigrante", que en 2017 obtuvo un premio Emmy en la categoría de "Documental Cultural".

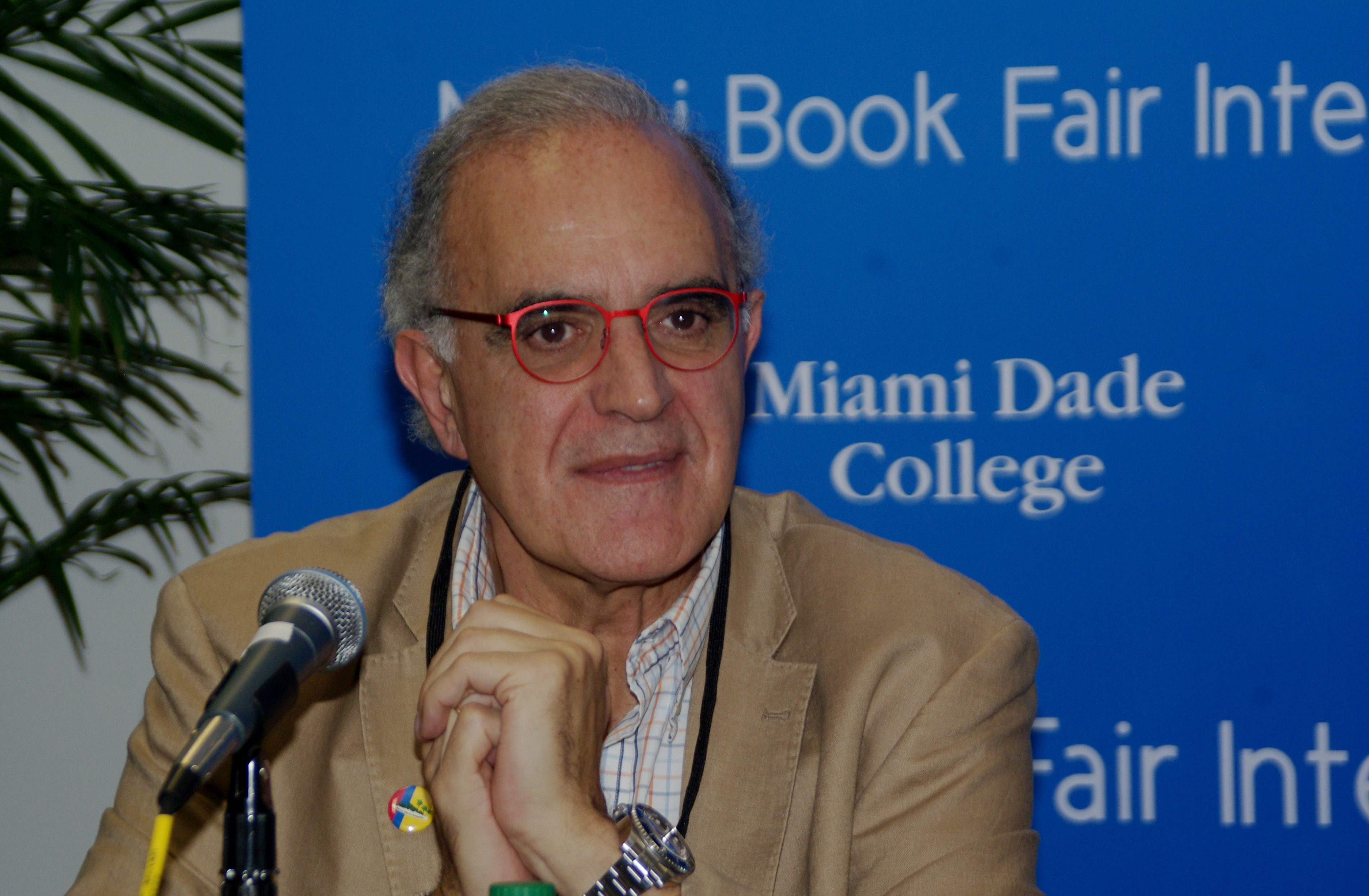
Goñi en la Feria Internacional del Libro de Miami, 2014

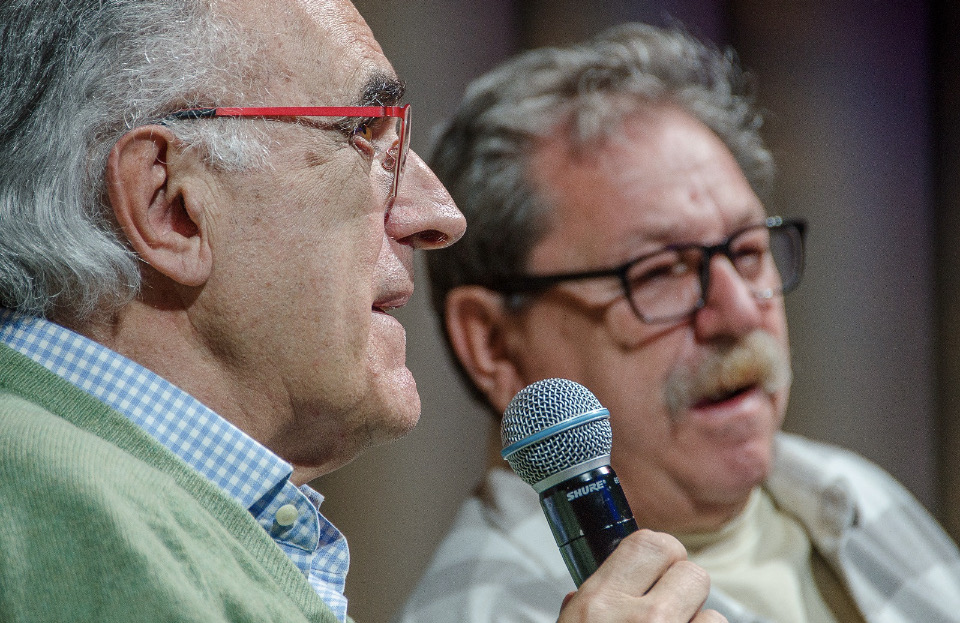
Fermín Goñi con Paco Taibo II Director de Fondo de Cultura Económica en la Feria del Libro de Bogotá 2023

Algunos de sus libros han sido traducidos a otros idiomas como el francés, inglés y alemán.
El cuatro de mayo de 2022 el Gobierno de Navarra le condecoró con la Gran Cruz de Carlos III El Noble por su aportación a la literatura y al periodismo.
Está casado con Agurne El Busto Zabala. El matrimonio tiene una hija, Itziar.

## Obras
- Los escandalosos amores de mis amigos, novela, 1973
- Aezkoa: 200 años de lucha (De 1784 al atentado de ETA), con prólogo de Julio Caro Baroja; Euskal Bidea, Pamplona, 1978
- Guía secreta de Navarra, libro de viajes, Ediciones Sedmay, Madrid, 1979
- Navarra, una tierra de contrastes, libro de viajes, Everest, León, 1992
- Y en esto, llegó Fidel, Kribia, Pamplona, 1992
- El fotoperiodismo y La fuerza de la imagen, dos ensayos; ed. Innovation Media Consulting Group, Cochabamba, Bolivia, 1998
- Las mujeres siempre dijeron que me querían, novela, Puntizón Ediciones, 2001
- Puta vida, novela, Puntizón Ediciones, 2002
- El hombre de la Leica, novela, Espasa Calpe, 2005 (Cénlit Ediciones, 2015, para Estados Unidos, Puerto Rico y Sudamérica/ Ediciones Para Leer en Libertad, 2015, para México)
- Te arrancarán las tripas, negro, novela policial, Editorial Alberdania, 2008
- Los sueños de un libertador, Roca Editorial, 2009  (España, Estados Unidos y Puerto Rico) / Penguin Random House (Sudamérica y México, 2009-2010), la novela que puso en el mapa al general venezolano Francisco de Miranda, El Precursor, olvidado por la Historia.
- Una muerte de libro, Editorial Alberdania, 2011
- El secreto de mi jardín, Cénlit Ediciones, 2013. Ediciones Para leer en Libertad, 2019, México
- Todo llevará su nombre, Roca Editorial (Norteamérica y Centro América) / Penguin Random House (Sudamérica) / Cénlit Ediciones (España, Venezuela, Estados Unidos), 2014
- Lecároz en 100 palabras, AAACL 2015, narración histórica (documental y fotográfica)  de los 125 años de uno de los internados más famosos del mundo: el colegio de Lecároz. La televisión vasca ETB (Euskal Telebista) realizó un documental de ochenta minutos en 2016 sobre la elaboración de este libro, titulado "Magnolia, Washington, Lecároz", dirigido por el cineasta Lander Garro, que siguió los pasos de Goñi por varias partes del mundo: Universidad de Princeton (USA), Nueva York, México, París. El documental se ha emitido en varias televisiones europeas y americanas.
- Lo que sabemos y lo que somos, Editorial Nitro Noir, México, 2019, junto a otros autores: Elena Poniatowska, Elia Barceló, Andreu Martín, Francisco Haghenbeck, Alexis Ravelo, y otros.
- Un día de guerra en Ayacucho, Fondo de Cultura Económica, 2021. México (septiembre 2021), Colombia (octubre 2021), Ecuador (octubre 2021), Perú (octubre 2021) y España (noviembre 2021, enero 2022).
- Todo llevará su nombre, nueva edición, Fondo de Cultura Económica, 2023. Colombia, Ecuador, Perú (abril 2023), México, Estados Unidos (junio 2023).
- Un crimen en línea recta, Fondo de Cultura Económica, 2023.
- Los muertos no pagan, Fondo de Cultura Económica España noviembre 2024, Fondo de Cultura Económica Argentina diciembre 2024.

## Premios y reconocimientos
- Finalista del Premio Internacional de Novela Histórica Ciudad de Zaragoza (2010) con Los sueños de un libertador
- Finalista del Premio Espartaco a la mejor novela histórica en la Semana Negra de Gijón (2010) con Los sueños de un libertador[4]
- Premio Narrativa Histórica HighTech por Los sueños de un libertador (2009)
- Finalista del Premio Espartaco en la Semana Negra de Gijón (2015) con Todo llevará su nombre[5]
- Gran Cruz de Carlos III El Noble de Navarra, otorgada por el Gobierno de Navarra (2022).[6]
- Premio Espartaco de la Semana Negra de Gijón 2022 a la mejor novela histórica por "Un día de guerra en Ayacucho".
- Finalista del Premio Celsius a la primera novela negra con "Un crimen en línea recta", 2023